# 雷諾茲 (愛達荷州)
雷諾茲（英語：Reynolds）是位於美國愛達荷州奧懷希縣的一個非建制地區。該地的面積和人口皆未知。

## 地理
雷諾茲的座標為43°12′05″N 116°44′39″W / 43.20139°N 116.74417°W，而該地的平均海拔高度為1200米（即3930英尺）。